# Matthias Jabs
Matthias Jabs   (Hannover, 25 d'octubre de 1955) és un guitarrista alemany. Membre de la banda de Heavy Metal Scorpions. Abans de pertànyer a Scorpions, Jabs havia tocat per a les bandes Lady, Fargo i Deadlock.

## Carrera
Jabs es va unir a Scorpions després de la sortida d'Uli Jon Roth, el 1978. El primer àlbum que va gravar amb el grup va ser el Lovedrive famós i amb èxit. La seva guitarra ha contribuït significativament al característic so del grup.
A finals dels vuitanta va participar al costat de Scorpions en un concert realitzat a Moscou, anomenat 'Make a Difference Foundation', al costat d'Ozzy Osbourne, Cinderella, Skid Row, Gorky Park, Bon Jovi i Mötley Crüe. Allà se li va veure usar la guitarra 1963-64 Fender Stratocaster negra, que ha estat una de les seves favorites.

## Discografia amb Scorpions
- Lovedrive (1979)
- Animal Magnetism (1980)
- Blackout (1982)
- Love at First Sting (1984)
- World Wide Live (1985, en directe)
- Savage Amusement (1988)
- Crazy World (1990)
- Face the Heat (1993)
- Live Bites (1995, en directe)
- Pure Instinct (1996)
- Eye II Eye (1999)
- Moment of Glory (amb filharmònica de Berlín, 2000)
- Acoustica (acústic, 2001)
- Unbreakable (2004)
- Humanity: Hour I (2007)